# Raise Your Glass
Raise Your Glass ist ein Lied der US-amerikanischen Sängerin Pink aus dem Jahr 2010, dass sie gemeinsam mit Max Martin und Shellback schrieb.

## Veröffentlichung
Der Song wurde am 6. Oktober 2010 veröffentlicht. Es handelt sich dabei um die erste Singleauskopplung ihres Albums Greatest Hits… So Far!!! Am Veröffentlichungstag wurde das Lied im Vereinigten Königreich beim Radiosender BBC Radio 1 das erste Mal gespielt. Das Lied ist 3:23 Minuten lang.

## Hintergrund
Am 20. September 2010 wurde in einem Interview bekannt gegeben, dass Raise Your Glass am 6. Oktober als erste Single des Greatest-Hits-Albums veröffentlicht wird. Das Lied ist ein Pop/Rock-Song mit Dance-Elementen. Pink beschreibt das Lied als „Feier für Leute, die von dem allgemeinen Volk ausgeschlossen werden“. In einem Interview mit MTV meinte die Sängerin: „Ich weiß nicht, ob die Single ein Erfolg wird, aber sie ist etwas Neues. Ich nahm drei neue Lieder auf. Es lief alles ganz gut. Ich war so lange auf Tour und dieses Lied ist ein Dankeschön an meine Fans, die mich so lange unterstützt haben.“

## Musikvideo
Das Musikvideo zur Single wurde am 4. Oktober 2010 gedreht. Das Video handelt von Pinks Erfahrungen im Show-Business und Erlebnissen aus ihrem Privatleben.

## Kommerzieller Erfolg

### Chartplatzierungen
Raise Your Glass avancierte zum Nummer-eins-Hit in Australien und den Vereinigten Staaten.
| ChartsChartplatzierungen       | Höchstplatzierung | Wochen |
| ------------------------------ | ----------------- | ------ |
| Deutschland (GfK)              | 5 (24 Wo.)        | 24     |
| Österreich (Ö3)                | 9 (15 Wo.)        | 15     |
| Schweiz (IFPI)                 | 9 (17 Wo.)        | 17     |
| Vereinigte Staaten (Billboard) | 1 (30 Wo.)        | 30     |
| Vereinigtes Königreich (OCC)   | 13 (30 Wo.)       | 30     |

| ChartsJahrescharts (2010) | Platzierung |
| ------------------------- | ----------- |
| Deutschland (GfK)         | 61          |

| ChartsJahrescharts (2011)      | Platzierung |
| ------------------------------ | ----------- |
| Vereinigte Staaten (Billboard) | 17          |

### Auszeichnungen für Musikverkäufe
| Land/Region                  | Auszeichnungen für Musikverkäufe (Land/Region, Auszeichnung, Verkäufe) | Verkäufe  |
| ---------------------------- | ---------------------------------------------------------------------- | --------- |
| Australien (ARIA)            | 10× Platin                                                             | 700.000   |
| Brasilien (PMB)              | Platin                                                                 | 60.000    |
| Dänemark (IFPI)              | Platin                                                                 | 90.000    |
| Deutschland (BVMI)           | Gold                                                                   | 150.000   |
| Italien (FIMI)               | Gold                                                                   | 15.000    |
| Kanada (MC)                  | 4× Platin                                                              | 320.000   |
| Mexiko (AMPROFON)            | Platin                                                                 | 60.000    |
| Neuseeland (RMNZ)            | 5× Platin                                                              | 150.000   |
| Schweden (IFPI)              | Gold                                                                   | 20.000    |
| Schweiz (IFPI)               | Gold                                                                   | 15.000    |
| Vereinigte Staaten (RIAA)    | 5× Platin                                                              | 5.000.000 |
| Vereinigtes Königreich (BPI) | 2× Platin                                                              | 1.200.000 |
| Insgesamt                    | 4× Gold · 28× Platin ·                                                 | 7.780.000 |

Hauptartikel: Pink (Musikerin)/Auszeichnungen für Musikverkäufe